# Dzeliwe dello Swaziland
Dzeliwe dello Swaziland (nata Dzeliwe Shongwe; 1927 – 2003) fu regina reggente dello Swaziland tra il 21 agosto 1982 e il 9 agosto 1983. Era una moglie del re Sobhuza II dello Swaziland e con lui ebbe un figlio, il principe Khuzulwandle Dlamini.
Dopo la morte di suo marito nell'agosto 1982, il Congresso reale nominò Dzeliwe regina reggente e il principe Sozisa Dlamini "persona autorizzata", o consigliere del reggente, fino a quando il principe Makhosetive, designato dal re come suo successore, raggiunse l'età di diciotto anni. Il Liqoqo (un tradizionale organo consultivo) sostenne la sua reggenza, ma presto ci furono disaccordi tra il suo primo ministro, Mabandla Dlamini, e altri membri del Congresso guidati da Mfanasibili Dlamini. Questi problemi continuarono fino al 25 marzo 1983, quando il principe Mabandla fu sostituito dal principe Bhekimpi Dlamini. Dzeliwe si oppose a questo cambiamento e questo portò alla sua sostituzione con Ntfombi Tfwala (la madre del principe Makhosetive), come reggente nello stesso anno.
Il principe Makhosetive fu incoronato il 25 aprile 1986 con il nome di re Mswati III di eSwatini. A maggio Mswati ha sciolto il Liqoqo, consolidando il suo potere e riorganizzando il governo. Nel maggio 1987, dodici persone furono accusate di sedizione e tradimento in relazione al rovesciamento della regina reggente Dzeliwe nel 1983. Il re Mswati creò un tribunale speciale per giudicare questi crimini contro il re o la regina reggente, in cui gli imputati non avevano il diritto alla rappresentanza legale. Nel marzo 1988 furono perseguiti dal tribunale, anche se furono liberati a luglio.
Tra il 1981 e il 1985, Dzeliwe mantenne anche la carica di presidente congiunto del Congresso nazionale.
È morta nel 2003.